# Cylloceria tincochacae
Cylloceria tincochacae là một loài tò vò trong họ Ichneumonidae.